# False God
False God é uma canção da cantora e compositora norte-americana Taylor Swift, gravada para seu sétimo álbum de estúdio Lover (2019), lançado em 23 de agosto de 2019 através da Republic Records. A faixa foi escrita e produzida por Swift e Jack Antonoff. "False God" é uma faixa com uma produção atmosférica e de construção lenta derivada dos gêneros R&B alternativo, neo soul, smooth jazz e quiet storm. A composição influenciada pelo jazz consiste em um riff de saxofone e batidas trap. Seu conteúdo lírico explora metáforas para abordar um relacionamento amoroso complicado, utilizando uma rica simbologia religiosa para retratar as dificuldades e a intimidade em um relacionamento e descrever a paixão entre duas pessoas.
"False God" recebeu críticas positivas da mídia especializada, que elogiaram a produção como "sensual", com alguns considerando-a como um dos destaques do álbum. "False God" alcançou a posição de número sessenta e cinco na parada de singles da Austrália, a posição de número setenta e sete na Billboard Hot 100 dos Estados Unidos e na Canadian Hot 100. Swift performou a canção pela primeira vez no Saturday Night Live com o diretor musical Lenny Pickett tocando saxofone, e ela a cantou como uma "música surpresa" de sua sexta turnê The Eras Tour em East Rutherford, Nova Jérsia, em 27 de maio de 2023.

## Antecedentes
Swift lançou seu sétimo álbum de estúdio Lover em 23 de agosto de 2019. A artista concebeu Lover a partir de um "lugar aberto, livre, romântico e caprichoso" de seu íntimo; ela acrescentou que o álbum parecia-lhe "esteticamente muito diurno", enquanto seu antecessor, Reputation (2017), soava com "toda a paisagem urbana, escurecido". Swift afirmou que tentou "não fazer o álbum com nenhuma expectativa"; ela começou a "escrever tanto" que "sabia imediatamente que [Lover] provavelmente seria mais longo" do que seus outros discos de estúdio. O álbum foi influenciado pelas conexões que ela sentiu com seus fãs em sua quinta turnê Reputation Stadium Tour (2018), o que a ajudou a recalibrar sua vida pessoal e direção artística após as controvérsias da mídia em torno de sua celebridade na época. Lover foi lançado com 18 faixas, e "False God" é a faixa de número 13. Antes do lançamento, Swift incluiu partes da letra em um anúncio no The New York Times.

## Estrutura musical e conteúdo lírico
"False God" é uma faixa derivada dos gêneros R&B alternativo, neo soul, smooth jazz e quiet storm que se inicia com um riff de saxofone tocado pelo músico Evan Smith, que se repete ao longo da faixa. A faixa contém influencias do jazz, que progride para uma faixa atmosférica e de construção lenta com batidas do gênero trap e vocais sussurrantes de Swift. Alguns críticos musicais descreveram a faixa como uma homenagem ao R&B contemporâneo da década de 1980, enquanto Jason Lipshutz, da Billboard, a considerou um "falso R&B". Lindsay Zoladz, do The Ringer, descreveu o som como "sensual", e Nick Levine, da NME, opinou que a canção era uma "mistura agradável de sax e trap". Lipshutz e Emily Yahr, do The Washington Post, descreveram a produção como uma "faixa slow jam". Erin Vanderhoff, da Vanity Fair, identificou "tropos divertidos" da dance music da década de 1990, mostrados através da combinação de saxofone e "um skitter eletrônico". "False God" recebeu comparações com os trabalhos de Carly Rae Jepsen, James Blake e Bruce Springsteen.
"False God" aborda como falsas promessas podem ajudar a superar os desafios de um relacionamento amoroso à distância, como Swift canta: "Fomos estúpidos em pular no oceano que nos separava / Lembra como eu voaria até você?". A canção usa a ideia de que o amor pode ser como uma religião, com a pessoa amada se tornando como um "falso deus", algo que é adorado e idolatrado, mas que no fundo não é verdadeiramente divino. Além disso, outros simbolismos como altar, eucaristia, céu e inferno são mencionados na canção, com alguns críticos interpretaram a letra como uma alusão ao sexo oral através das linhas "A religião está em seus lábios / [...] O altar está em meus quadris". O narrador fala sobre o prazer físico usando imagens do céu: “Eu sei que o céu é uma coisa, eu vou lá quando você me toca, querido”. O casal encontra problemas ("Inferno é quando eu brigo com você")  e tenta fazer as pazes, mas suporta um silêncio desconfortável, com menções à cidade de Nova Iorque e ao seu bairro de West Village, em Lower Manhattan, para ilustrar um relacionamento à distância, detalhado em: "E você não pode falar comigo quando eu estou tipo isso / Desafiar você a me deixar só para que eu possa tentar te assustar / Você é o West Village / Você ainda faz isso por mim, querido". No refrão, a narradora finalmente aceita as falsas esperanças: "Podemos simplesmente escapar impunes / [...] Mesmo que seja um falso deus",  enquanto a frase "Ainda adoraríamos esse amor" é repetida várias vezes.

## Performances ao vivo ecovers
Em 5 de outubro de 2019, Swift apareceu no Saturday Night Live como parte da 45ª temporada como convidada musical. Ela cantou "False God" ao vivo em um palco decorado com lâmpadas contra paredes pretas enquanto a fumaça cobria o chão, acompanhada do diretor musical do programa, Lenny Pickett, tocando saxofone. Em 2023, Swift embarcou em sua sexta turnê como atração principal, The Eras Tour, e performou "False God" como uma "música surpresa" no concerto de East Rutherford, Nova Jérsia, em 27 de maio. "False God" ganhou covers gravado pelos artistas James Bay e Ryan Hurd, que receberam reconhecimento de Swift.